# Паруйр Севак (село)
Пару́йр Сева́к (арм. Պարույր Սևակ) — село в Араратской области Армении.

## География
Село расположено в юго-восточной части марза, на склоне Урцского хребта, при автодороге , на расстоянии 43 километров к северо-западу от города Арташат, административного центра области. Абсолютная высота — 1170 метров над уровнем моря.
Климат
Климат характеризуется как семиаридный (BSk в классификации климатов Кёппена). Среднегодовая температура воздуха составляет 10,7 °C. Средняя температура самого холодного месяца (января) составляет −3,5 °С, самого жаркого месяца (июля) — 23,7 °С. Расчётная многолетняя норма атмосферных осадков — 307 мм. Наибольшее количество осадков выпадает в мае (55 мм).

## История
Основано в 1978 году. Названо в честь армянского писателя Паруйра Севака.

## Население
| Год переписи | Население          | Население          | Население          | Население            | Население            | Население            |
| Год переписи | Наличное население | Наличное население | Наличное население | Постоянное население | Постоянное население | Постоянное население |
| Год переписи | Всего              | Мужчины            | Женщины            | Всего                | Мужчины              | Женщины              |
| ------------ | ------------------ | ------------------ | ------------------ | -------------------- | -------------------- | -------------------- |
| 2001         | 577                | 300                | 277                | 623                  | 333                  | 290                  |
| 2011         | 365                | 188                | 177                | 398                  | 212                  | 186                  |

## Галерея

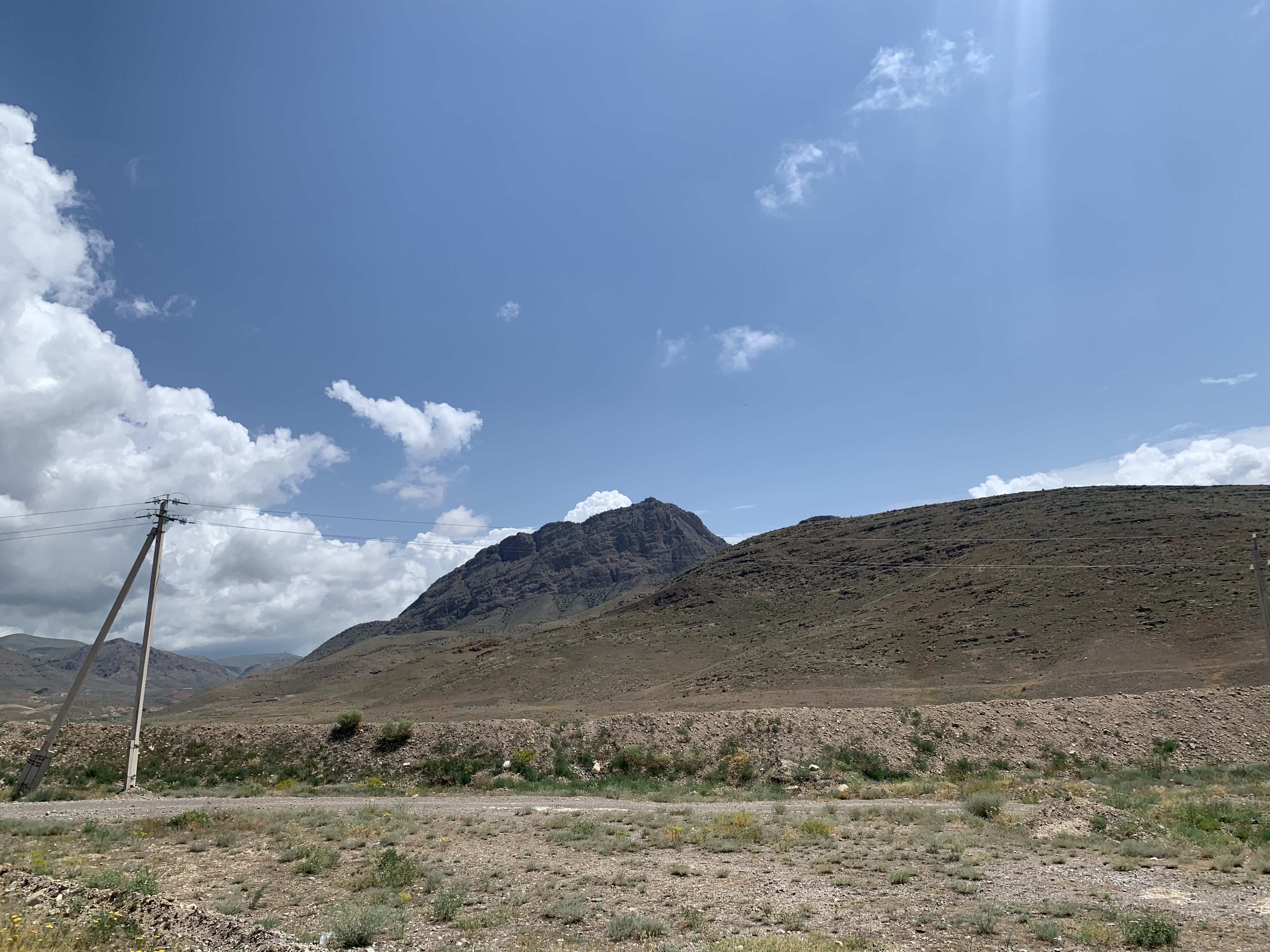
Пейзаж в районе села Паруйр Севак